# Fitosterol
Fitosteroli su prirodna jedinjenja prisutna u biljkama koja imaju sposobnost da povoljno utiču na zdravlje srca i nivoe holesterola. Ova jedinjenja imaju sličnu hemijsku strukturu kao holesterol, ali se razlikuju po tome što se ne apsorbuju efikasno u našem organizmu. Ova osobina fitosterola čini ih korisnim dodatkom ishrani za regulaciju nivoa holesterola.
Fitosteroli su biljni steroli koji se nalaze u ćelijskim membranama biljaka. Oni su prisutni u različitim biljkama kao što su orašasti plodovi, semena, voće i povrće. Fitosteroli su strukturno slični holesterolu, koji je lipid važan za normalno funkcionisanje naših ćelija, ali imaju drugačiju ulogu u ljudskom organizmu.
Jedna od ključnih uloga fitosterola je njihova sposobnost da utiču na nivoe holesterola u telu. Kada unesemo fitosterole putem ishrane, oni se takmiče sa holesterolom za apsorpciju u crevima. Na ovaj način, fitosteroli mogu smanjiti apsorpciju holesterola iz hrane i doprineti smanjenju ukupnih nivoa holesterola u organizmu.
Smanjenje nivoa holesterola ima važnu ulogu u prevenciji srčanih oboljenja, jer visok nivo holesterola može doprineti razvoju ateroskleroze - procesa u kojem se holesterol taloži na zidovima arterija, sužavajući ih i ometajući normalan protok krvi.
Fitosteroli se prirodno nalaze u mnogim biljkama, naročito u biljnim uljima (poput suncokretovog i maslinovog ulja), orašastim plodovima, semenkama (lan, susam), avokadu, voću (jabuke, kruške) i povrću (brokoli, šargarepa).

Fitosteroli su generalno bezbedni za većinu ljudi kada se unose putem hrane. Ipak, kao i kod bilo kojeg dodatka ishrani, važno je pridržavati se preporučenih doza. Takođe, osobe koje koriste lekove za snižavanje holesterola ili imaju određene zdravstvene probleme treba da se posavetuju sa svojim lekarom pre nego što počnu da koriste dodatke sa fitosterolima.